# 第24回参議院議員通常選挙
第24回参議院議員通常選挙（だい24かいさんぎいんぎいんつうじょうせんきょ）は、2016年（平成28年）7月10日に日本で行われた国会（参議院）議員の選挙である。

## 概要
参議院の議員定数242人の半数、すなわち、2010年（平成22年）7月11日執行の第22回参議院議員通常選挙で選出された選挙区73議席と比例区48議席の合計121議席が、当選挙での改選対象となった。
2015年6月17日に成立した18歳選挙権に関連した公職選挙法改正により、選挙権年齢が20歳以上から高校生を含む18歳以上に引き下げられてから初めての国政選挙である（18歳選挙権が適用された初の地方選挙は同年7月3日に執行された福岡県うきは市長選挙）。
また、同年7月28日の公選法改正により、今回から定数10増10減が実施された。宮城県選挙区・新潟県選挙区・長野県選挙区では、いずれも定数4・改選数2から定数2・改選数1に減らされた（参議院一人区）。鳥取県選挙区と島根県選挙区、徳島県選挙区と高知県選挙区とがそれぞれ合併され参議院合同選挙区（鳥取県・島根県選挙区、徳島県・高知県選挙区）となり、定数2・改選数1となった。北海道選挙区・兵庫県選挙区・福岡県選挙区はいずれも定数4・改選数2から定数6・改選数3に、愛知県選挙区は定数6・改選数3から定数8・改選数4に、東京都選挙区は定数10・改選数5から定数12・改選数6に、それぞれ増やされた。
このため、最も人口が少ない選挙区は福井県選挙区となった。
平成時代最後の参議院議員通常選挙である。本選挙から平成時代が終わるまで、参議院の補欠選挙も行われなかったため、平成時代最後の参院選となった。

## 選挙データ

### 内閣
- 第3次安倍第1次改造内閣（第97代）
  - 首相：安倍晋三 ※自由民主党総裁
  - 自由民主党、公明党（自公連立政権）

### 公示日
- 2016年（平成28年）6月22日

### 投開票日
- 2016年（平成28年）7月10日

### 改選数
選挙区定数の10増10減が実施された。
10増（北海道・東京・愛知・兵庫・福岡の各選挙区で2増）
10減（宮城・新潟・長野の各選挙区で2減、鳥取・島根と徳島・高知の各選挙区を合区し2減）
- 121（）
  - 選挙区：73（）
  - 比例区：48（）

| 北海道 3 青森 1 岩手 1 宮城 1 秋田 1 山形 1 福島 1 茨城 2 栃木 1 群馬 1 埼玉 3 千葉 3 東京 6 神奈川 4 新潟 1 富山 1 石川 1 福井 1 山梨 1 長野 1 岐阜 1 静岡 2 愛知 4 三重 1 滋賀 1 京都 2 大阪 4 兵庫 3 奈良 1 和歌山 1 鳥取・島根 1 岡山 1 広島 2 山口 1 徳島・高知 1 香川 1 愛媛 1 福岡 3 佐賀 1 長崎 1 熊本 1 大分 1 宮崎 1 鹿児島 1 沖縄 1 ※ 太字は定数改正があった選挙区。 |

### 選挙制度
- 選挙区
  - 小選挙区制：32
    - 2人区（1人改選）：32（ 1）

  - 中選挙区制：13（ 3）
    - 04人区（2人改選）：4（茨城県、静岡県、京都府、広島県）
    - 06人区（3人改選）：5（北海道、埼玉県、千葉県、兵庫県、福岡県）
    - 08人区（4人改選）：3（神奈川県、大阪府、愛知県）
    - 12人区（6人改選）：1（東京都）

- 比例区
  - 非拘束名簿式比例代表制：1（）

#### 投票方法
秘密投票、単記投票、2票制（選挙区・比例区）

#### 選挙権
満18歳以上の日本国民

#### 被選挙権
満30歳以上の日本国民

#### 有権者数
- 106,202,873（男性：51,326,614　女性：54,876,259）[4]
  - 国内：106,097,679（男性：51,278,222　女性：54,819,457）
  - 在外：105,194（男性：48,392　女性：56,802）

選挙時登録日現在選挙人名簿登録者数106,600,401人（男51,549,824人、女55,050,577人）、国内合計106,494,872人（男51,501,232人、女54,993,640人）、在外合計105,529人（男48,592人、女56,937人）。

### 同日執行の選挙

#### 首長選挙
- 鹿児島県知事選挙[7][注 1]
- 岩手県山田町長選挙[8]
- 宮城県名取市長選挙[9]
- 茨城県常総市長選挙[10]
- 群馬県甘楽町長選挙[11]

- 埼玉県新座市長選挙[12]
- 埼玉県鳩山町長選挙[13]
- 千葉県印西市長選挙[14]
- 神奈川県綾瀬市長選挙[15]
- 長野県下條村長選挙[16][注 2]

- 大阪府河内長野市長選挙[17]
- 大阪府羽曳野市長選挙[18]
- 兵庫県太子町長選挙[19]
- 奈良県三宅町長選挙[20]

#### 地方議会選挙
- 群馬県甘楽町議会議員補欠選挙
- 新潟県弥彦村議会議員補欠選挙[21]
- 長野県千曲市議会議員選挙[22]
- 大阪府河内長野市議会議員補欠選挙
- 大阪府羽曳野市議会議員補欠選挙

- 兵庫県太子町議会議員補欠選挙
- 奈良県三宅町議会議員補欠選挙

以下の選挙も実施が予定されていたが、立候補者が定数内のため無投票となった。
- 奈良県川上村長選挙

### 選挙啓発
- 選挙権が18歳に引き下げられて初めての国政選挙であることから、総務省は「18歳からの選挙権」と題し、キャンペーンを展開。6月19日に18歳を迎えた広瀬すずをイメージキャラクターとして選挙ポスター等に起用[23][24]。
- キャッチフレーズは「選挙は私たちが主役ですから。」「日本の将来を決めに行こう」。

## 選挙活動

### 党派別立候補者数
| 党派 | 党派                           | 計  | 内訳 | 内訳 | 内訳 | 男性 | 女性 | 選挙区 | 選挙区 | 選挙区 | 選挙区 | 選挙区 | 選挙区 | 比例区 | 比例区 | 比例区 | 比例区 | 比例区 | 比例区 | 議席 | 議席   | 議席   |
| 党派 | 党派                           | 計  | 現   | 元   | 新   | 男性 | 女性 | 計     | 現     | 元     | 新     | 男性   | 女性   | 計     | 現     | 元     | 新     | 男性   | 女性   | 改選 | 非改選 | 公示前 |
| ---- | ------------------------------ | --- | ---- | ---- | ---- | ---- | ---- | ------ | ------ | ------ | ------ | ------ | ------ | ------ | ------ | ------ | ------ | ------ | ------ | ---- | ------ | ------ |
|      | 自由民主党                     | 73  | 44   | 1    | 28   | 61   | 12   | 48     | 36     | 0      | 12     | 41     | 7      | 25     | 8      | 1      | 16     | 20     | 5      | 50   | 65     | 115    |
|      | 民進党                         | 55  | 34   | 6    | 15   | 44   | 11   | 33     | 20     | 3      | 10     | 25     | 8      | 22     | 14     | 5      | 8      | 20     | 5      | 45   | 17     | 62     |
|      | 公明党                         | 24  | 8    | 0    | 16   | 21   | 3    | 7      | 3      | 0      | 4      | 4      | 3      | 17     | 5      | 0      | 12     | 17     | 0      | 9    | 11     | 20     |
|      | 日本共産党                     | 56  | 3    | 0    | 53   | 36   | 20   | 14     | 0      | 0      | 14     | 7      | 7      | 42     | 3      | 0      | 39     | 29     | 13     | 3    | 8      | 11     |
|      | おおさか維新の会               | 28  | 1    | 3    | 24   | 24   | 4    | 10     | 0      | 1      | 9      | 7      | 3      | 18     | 1      | 2      | 15     | 17     | 1      | 2    | 5      | 7      |
|      | 日本のこころを大切にする党     | 15  | 0    | 0    | 15   | 13   | 2    | 10     | 0      | 0      | 10     | 8      | 2      | 5      | 0      | 0      | 5      | 5      | 0      | 0    | 3      | 3      |
|      | 社会民主党                     | 11  | 2    | 0    | 9    | 9    | 2    | 4      | 0      | 0      | 4      | 3      | 1      | 7      | 2      | 0      | 5      | 6      | 1      | 2    | 1      | 3      |
|      | 生活の党と山本太郎となかまたち | 5   | 0    | 2    | 3    | 2    | 3    | －     | －     | －     | －     | －     | －     | 5      | 0      | 2      | 3      | 2      | 3      | 2    | 1      | 3      |
|      | 新党改革                       | 10  | 2    | 1    | 7    | 7    | 3    | 1      | 0      | 0      | 1      | 0      | 1      | 9      | 2      | 1      | 6      | 7      | 2      | 2    | 0      | 2      |
|      | 日本を元気にする会             | －  | －   | －   | －   | －   | －   | －     | －     | －     | －     | －     | －     | －     | －     | －     | －     | －     | －     | 1    | 3      | 4      |
|      | 沖縄社会大衆党                 | －  | －   | －   | －   | －   | －   | －     | －     | －     | －     | －     | －     | －     | －     | －     | －     | －     | －     | 0    | 1      | 1      |
|      | 無所属                         | 38  | 2    | 3    | 33   | 29   | 9    | 38     | 2      | 3      | 33     | 29     | 9      | －     | －     | －     | －     | －     | －     | 4    | 7      | 11     |
|      | 幸福実現党                     | 47  | 0    | 0    | 47   | 29   | 18   | 45     | 0      | 0      | 45     | 29     | 16     | 2      | 0      | 0      | 2      | 0      | 2      | 0    | 0      | 0      |
|      | 国民怒りの声                   | 11  | 0    | 1    | 10   | 6    | 5    | 1      | 0      | 0      | 1      | 1      | 0      | 10     | 0      | 1      | 9      | 5      | 5      | 0    | 0      | 0      |
|      | 支持政党なし                   | 10  | 0    | 0    | 10   | 8    | 2    | 8      | 0      | 0      | 8      | 7      | 1      | 2      | 0      | 0      | 2      | 1      | 1      | 0    | 0      | 0      |
|      | 減税日本                       | 1   | 0    | 0    | 1    | 0    | 1    | 1      | 0      | 0      | 1      | 0      | 1      | －     | －     | －     | －     | －     | －     | 0    | 0      | 0      |
|      | 世界経済共同体党               | 1   | 0    | 0    | 1    | 1    | 0    | 1      | 0      | 0      | 1      | 1      | 0      | －     | －     | －     | －     | －     | －     | 0    | 0      | 0      |
|      | 維新政党・新風                 | 1   | 0    | 0    | 1    | 1    | 0    | 1      | 0      | 0      | 1      | 1      | 0      | －     | －     | －     | －     | －     | －     | 0    | 0      | 0      |
|      | チャレンジド日本               | 1   | 0    | 0    | 1    | 1    | 0    | 1      | 0      | 0      | 1      | 1      | 0      | －     | －     | －     | －     | －     | －     | 0    | 0      | 0      |
|      | 地球平和党                     | 1   | 0    | 0    | 1    | 1    | 0    | 1      | 0      | 0      | 1      | 1      | 0      | －     | －     | －     | －     | －     | －     | 0    | 0      | 0      |
|      | 犬丸勝子と共和党               | 1   | 0    | 0    | 1    | 0    | 1    | 1      | 0      | 0      | 1      | 0      | 1      | －     | －     | －     | －     | －     | －     | 0    | 0      | 0      |
|      | 欠員                           | －  | －   | －   | －   | －   | －   | －     | －     | －     | －     | －     | －     | －     | －     | －     | －     | －     | －     | 1    | 0      | 1      |
| 総計 | 総計                           | 389 | 96   | 17   | 276  | 293  | 96   | 225    | 61     | 7      | 157    | 165    | 60     | 164    | 35     | 10     | 119    | 128    | 36     | 121  | 121    | 242    |

前回2013年の参院選に比べて、44人減。

### 党派の動き

#### 与党
- 連立与党である自由民主党（自民党）と公明党は、今回の参院選でも選挙協力を行うこととし、自民党総裁である安倍晋三首相と連立パートナー・公明党の山口那津男代表は、勝敗ラインとして改選議席の過半数である61議席を自公で獲得することを目指すとしている[28]。また、北海道を本拠地とする新党大地の鈴木宗男代表は「共産党が入った野党協力には協力できない」とし、新党大地が今回の参院選において公認候補を立てず、北海道選挙区に出馬する自民党公認候補の支援に回ることも決定している[29]。なお、今回の参院選では、自民党は選挙区48人・比例区25人を[30]、公明党は多くの選挙区で自民公認候補の推薦に回るほか、埼玉・東京・神奈川・愛知・大阪・兵庫・福岡の各選挙区にそれぞれ1人ずつ・比例区に17人を擁立[31]。

#### 野党
- 2016年2月19日、当時の野党5党の党首（民主党・岡田克也、維新の党・松野頼久、日本共産党・志位和夫、社会民主党・吉田忠智、生活の党と山本太郎となかまたち・小沢一郎）が国会内で会談を開き、平和安全法制の廃止に向けて今回の参院選などについてできる限り協力していくことや、「安倍政権の打倒」「今後の国政選挙で与党とその補完勢力を少数に追い込む」等の目標で合意した[32]。その4日後の2月23日に行われた野党5党の幹事長・書記局長の会談では、共産党が参院選における定員が1人のいわゆる参議院一人区で党の公認候補者の多くを取り下げる方針を示した。その上で、野党共闘へ向けた候補者調整を目指すことで合意した[33]。
  - この方針によって、民主党と維新の党などが合併して2016年3月に誕生した民進党と共産党を中心に、5月31日には32の一人区全てに、同士討ちを避ける目的で候補者が一本化された（野党統一候補の内訳は無所属16人、民進党公認15人、共産党公認1人）[34]。なお、この一本化により選挙区からの出馬を取り下げた共産党の候補者は、比例区に鞍替えし共産党の公認候補として出馬[35]。
  - 一方で、社民党は参議院比例区において候補者を統一する「統一名簿構想」（「オリーブの木」構想[36]）を生活の党とともに検討し、民進党側にも共闘を呼び掛けたが、6月4日に民進党が「時間的・物理的に困難」という理由で社民党側に断念することを伝えた。また、社民党は生活の党との統一名簿では規模が小さく効果が期待できないため、単独で選挙する方針を決めた。これにより比例区では各党が単独で選挙戦を戦うことになった[37][38]。なお、今回の参院選の比例区では、社民は7名の公認候補者を[39]、生活は5名の公認候補者を[40]、それぞれ擁立した。また社民党は選挙区では、東京・神奈川・愛知・福岡といった複数区に候補者1人ずつを擁立。
  - また沖縄県選挙区では、上記4党に加え沖縄社会大衆党などの地元の地域政党が選挙協力を行い支援に回った、いわゆる「オール沖縄」の候補者を擁立[41]。
- おおさか維新の会は、独自に選挙区・比例区ともに候補者を擁立（選挙区18人・比例10人）したほか、5月25日には河村たかし名古屋市長が代表を務める地域政党減税日本と参院選での選挙協力で合意したことを、おおさか維新の会代表の松井一郎大阪府知事が河村市長とともに発表した。減税日本の本拠地である愛知県を選挙区とする愛知県選挙区に、減税日本が擁立する立候補者をおおさか維新が共同で公認するとしている[42]。
- 中山恭子代表の日本のこころを大切にする党は、比例代表に5人、選挙区には北海道・埼玉・東京・千葉・神奈川・愛知・兵庫・広島・福岡の選挙区に候補者を擁立[43]。また、荒井広幸代表の新党改革は、東京都選挙区に公認候補を1人擁立するほか、比例区に9人を擁立[44]。
- 一方、アントニオ猪木代表率いる日本を元気にする会は、国会に議席を置く政党としては唯一、今回の参院選において公認候補者の擁立ならびに候補者の支援・推薦を見送った。

#### 諸派

##### 候補者を公認で擁立した党
- 大川隆法総裁・釈量子党首の幸福実現党は、全都道府県選挙区と比例区に公認候補を擁立する方針を示した。2015年12月2日、第一次候補者として徳島・高知選挙区に擁立する候補者を発表[45]したのを皮切りに、翌2016年6月までに45の選挙区すべてに候補者を擁立。また、比例区には2名の候補者を擁立した[46]。
- 東京都選挙区では、元牧師・又吉光雄代表の世界経済共同体党、鈴木信行代表の維新政党・新風、福祉関係小売店経営・藤代洋行代表のチャレンジド日本、建築物管理業・ひめじけんじ代表の地球平和党（旧『平和党核兵器廃絶平和運動』）、介護事業会社社長・犬丸勝子代表の『犬丸勝子と共和党』（立国党から改名）、以上5党がそれぞれ候補者を擁立。また、選挙区および比例区では、確認団体として、慶應義塾大学名誉教授・小林節代表の『国民怒りの声』（選挙区1人・比例10人）、情報サービス会社社長・佐野秀光代表の政治団体『支持政党なし』（旧新党本質→安楽死党、選挙区8人・比例2人）が、それぞれ候補者を擁立。

##### 候補者を公認で擁立しなかった党
- 前回2013年の参院選に、単独で選挙区・比例区あわせて10人の公認候補者を擁立した緑の党グリーンズジャパンは、今回の選挙では公認候補の擁立はせず、民進・共産・社民・生活の野党4党の選挙協力に参加し、4党が公認及び支援を行う候補者の支持や推薦に回り、東京都選挙区では4党協力とは別の無所属候補者を独自に支援している[47]。また、前回2013年の参院選にスマイル党から出馬した同党総裁・マック赤坂も、今回の参院選の直後に行われる2016年東京都知事選挙への出馬準備のため、参院選出馬を見合わせた。

##### 参院選1人区の候補政党事情
- 上記のことから、今回の参院選における1人区32のうち山梨県選挙区、奈良県選挙区、香川県選挙区、徳島県・高知県選挙区、熊本県選挙区を除いた27の選挙区で、自民公認・公明推薦の与党候補、民進・共産・社民・生活の野党4党統一候補、幸福実現党公認候補、以上3名の立候補となった。
  - 山梨県選挙区・香川県選挙区は与党・野党・幸福に加え、無所属候補を合わせた4名が立候補。
  - 奈良県選挙区は与党・野党・幸福に加え、おおさか維新の会公認候補を合わせた4名が立候補。
  - 徳島県・高知県選挙区は公明党が自民党公認候補者に推薦状を出さず自主投票にすることとした。
  - 熊本県選挙区は与党・野党・幸福に加え、政治団体・支持政党なし公認候補を合わせた4名が立候補。

#### 各政党・政治団体の公式ホームページ
| 政党・政治団体                 | ホームページ                               |
| ------------------------------ | ------------------------------------------ |
| 自由民主党                     | https://special.jimin.jp/                  |
| 民進党                         | https://www.minshin.or.jp/                 |
| 公明党                         | http://www.komei.or.jp/campaign/sanin2016/ |
| 日本共産党                     | https://www.jcp.or.jp/                     |
| おおさか維新の会               | https://o-ishin.jp/                        |
| 社会民主党                     | http://www5.sdp.or.jp/                     |
| 生活の党と山本太郎となかまたち | http://www.seikatsu1.jp/                   |
| 新党改革                       | http://shintokaikaku.jp/                   |
| 幸福実現党                     | http://hr-party.jp/                        |
| 国民怒りの声                   | http://kokumin-no-koe.com/                 |
| 支持政党なし                   | http://支持政党なし.com/                   |
| 減税日本                       | http://genzeinippon.com/                   |
| 世界経済共同体党               | http://www.matayoshi.org/                  |
| 維新政党・新風                 | http://shimpu.jpn.org/                     |
| チャレンジド日本               | http://challenged-nippon.jp/               |
| 地球平和党                     | http://chikyuheiwatou.jp/                  |
| 犬丸勝子と共和党               | http://www.inumaru-katsuko.net/            |

#### 各政党・政治団体の公約
| 政党・政治団体                 | 公約                                  |
| ------------------------------ | ------------------------------------- |
| 自由民主党                     | 参議院選挙公約2016 (PDF)              |
| 民進党                         | 民進党の重点政策 : 国民との約束 (PDF) |
| 公明党                         | 2016参院選重点政策 (PDF)              |
| 日本共産党                     | 2016参院選政策 (PDF)                  |
| おおさか維新の会               | 2016 参院選マニフェスト (PDF)         |
| 日本のこころを大切にする党     | 参議院選挙公約 (PDF)                  |
| 社会民主党                     | 2016年参院選選挙公約 (PDF)            |
| 生活の党と山本太郎となかまたち | 2016年参議院議員選挙公約 (PDF)        |
| 新党改革                       | 参議院選挙公約 (PDF)                  |
| 幸福実現党                     | 日本を変える!123の政策                |
| 国民怒りの声                   | 7つの基本政策                         |
| 支持政党なし                   | 政策一切なしの理由                    |
| 減税日本                       | 5つの約束                             |
| 世界経済共同体党               | 本参議院選の政治スタンス・政策 (PDF)  |
| 維新政党・新風                 | 平成28年政策公約 (PDF)                |
| チャレンジド日本               | 政策で三方よし!                       |
| 地球平和党                     | 三つの公約に命がけで全力投球!         |
| 犬丸勝子と共和党               | 犬丸勝子の公約                        |

#### 各政党・政治団体のキャッチコピー
| 政党・政治団体                 | キャッチコピー                                                                                            |
| ------------------------------ | --- |
| 自由民主党                     | この道を。力強く、前へ。                                                                                  |
| 民進党                         | 人からはじまる経済再生。 国民（あなた）と進む。 まず、2／3をとらせないこと。                              |
| 公明党                         | 希望が、ゆきわたる国へ。                                                                                  |
| 日本共産党                     | 力あわせ、未来ひらく。                                                                                    |
| おおさか維新の会               | 古い政治を壊す。新しい政治を創る。                                                                        |
| 日本のこころを大切にする党     | 消費税の新発想『納める』から『貯める』へ『消費税マイレージ』                                              |
| 社会民主党                     | アベ政治の暴走を止める                                                                                    |
| 生活の党と山本太郎となかまたち | 生活が第一。                                                                                              |
| 新党改革                       | 豊かな社会へ                                                                                              |
| 幸福実現党                     | 愛してるから、黙ってられない。                                                                            |
| 国民怒りの声                   | 1％の富裕層の代弁者アベ政治にNO! 99%の普通の人々が共に生きられる社会へ！                                  |
| 支持政党なし                   | ずばり党名が支持政党なし。この選択が欲しくありませんか                                                    |
| 減税日本                       | わしがやるで。応援してちょーよ                                                                            |
| 世界経済共同体党               | (党の公式ホームページに記載なし)                                                                          |
| 維新政党・新風                 | 我慢限界！戦え日本！                                                                                      |
| チャレンジド日本               | 社会的弱者に優しいと、当然、すべての人に優しい。                                                          |
| 地球平和党                     | 幸せにあふれた日本の環境づくりに貢献していきます こども達の明るい未来のためにも核兵器の廃止を強く願います |
| 犬丸勝子と共和党               | 不当な選挙を撲滅                                                                                          |

## 主な争点
- 憲法改定の是非[59][60][61]
- 安保法制への評価[61]
- 経済政策・アベノミクスの是非[59][60][61][62]
- 財政再建[62]
- TPP・農業[62]
- 社会保障・少子化[62]
- 原発再稼働[62]

## 選挙報道

### 情勢・議席予測
選挙前にメディアなどで発表された各党の獲得議席数の予測は、以下のとおりである。
| 調査日                | 調査主体            | 見出し                                                          |       | 改憲勢力 | 改憲勢力 | 改憲勢力 | 改憲勢力 |       |       | 統一野党4党 | 統一野党4党 | 統一野党4党 |       | その他 | その他 | その他 | 出典          |
| 調査日                | 調査主体            | 見出し                                                          |       | 与党     |          |          |          |       |       |             |             |             |       |        |        |        | 出典          |
| 調査日                | 調査主体            | 見出し                                                          | 自民  | 公明     | 計       | お維     | 日こ     | 計    | 民進  | 共産        | 社民        | 生活        | 計    | 改革   | 諸派   | 無所属 | 出典          |
| --------------------- | ------------------- | --------------------------------------------------------------- | ----- | -------- | -------- | -------- | -------- | ----- | ----- | ----------- | ----------- | ----------- | ----- | ------ | ------ | ------ | ------------- |
| 調査日                | 調査主体            | 見出し                                                          |       |          |          |          |          |       |       |             |             |             |       |        |        |        | 出典          |
| 2016年 7月10日        | （参考）選挙結果：  | （参考）選挙結果：                                              | 55    | 14       | 69       | 7        | 0        | 76    | 32    | 6           | 1           | 1           | 40    | 0      | 0      | 5      |               |
| 2016年 7月5–6日       | 朝日                | 改憲4党、3分の2に迫る                                           | 56    | 14       | 70       | 8        | 0        | 78    | 30    | 7           | 1           | 0           | 38    | 0      | 0      | 5      | [ 66 ]        |
| 2016年 7月3–5日       | 共同 ・東京         | 改憲4党で3分の2の可能性                                         | 58    | 14       | 72       | 6        | 0        | 78    | 27    | 10          | 1           | 0           | 38    | 0      | 0      | 5      | [ 67 ]        |
| 2016年 7月3–5日       | 共同                | 改憲勢力2／3の勢い（毎日） 改憲4党、3分の2強まる（中日）        | 60    | 14       | 74       | 6        | 0        | 80    | 27    | 9           | 1           | 0           | 37    | 0      | 0      | 4      | [ 68 ] [ 69 ] |
| 2016年 7月3–5日       | 日経                | 改憲勢力3分の2迫る 自民単独過半数も視野                         | 49–65 | 10–15    | 59–80    | 4–8      | 0        | 63–88 | 19–38 | 7–15        | 0–1         | 0–1         | 26–43 | 0      | 2–7    | 2–7    | [ 70 ]        |
| 2016年 7月3–5日       | 読売                | 与党、改選過半数へ堅調 民進は苦戦続く                           | -     | -        | -        | -        | -        | -     | -     | -           | -           | -           | -     | -      | -      | -      | [ 71 ]        |
| 2016年 7月1–3日       | 産経 ・FNN          | 改憲勢力が「3分の2」確保の勢い 自民党は参院過半数を制する見通し | 59    | 12       | 71       | 7        | 0        | 78    | 28    | 10          | 1           | 0           | 39    | 0      | 0      | 4      | [ 72 ]        |
| 2016年 7月1–3日       | ドワンゴ ・LINE     | 自民党単独過半数 改憲勢力3分の2うかがう                         | 55    | 14       | 69       | 8        | 0        | 77    | 27    | 10          | 1           | 1           | 39    | 0      | 0      | 5      | [ 73 ]        |
| 2016年 7月1–3日       | 時事                | 自民、単独過半数うかがう 改憲勢力3分の2微妙                     | -     | -        | -        | -        | -        | -     | -     | -           | -           | -           | -     | -      | -      | -      | [ 74 ]        |
| 2016年 6月22日–7月3日 | ヤフー              | -                                                               | 61    | 10       | 71       | 8        | -        | 79    | 26    | 11          | -           | -           | 37    | 5      | 5      | 5      | [ 76 ]        |
| 2016年 6月22–23日     | 朝日                | 改憲4党、3分の2うかがう                                         | 57    | 14       | 71       | 7        | 0        | 78    | 30    | 8           | 1           | 0           | 39    | 0      | 0      | 4      | [ 77 ]        |
| 2016年 6月22–23日     | 毎日                | 改憲勢力、2／3うかがう 自民、単独過半数の勢い                   | -     | -        | -        | -        | -        | -     | -     | -           | -           | -           | -     | -      | -      | -      | [ 78 ]        |
| 2016年 6月22–23日     | 共同                | 改憲勢力2／3うかがう（東京）                                    | -     | -        | -        | -        | -        | -     | -     | -           | -           | -           | -     | -      | -      | -      | [ 79 ]        |
| 2016年 6月22–23日     | 日経                | 自民、単独過半数に迫る 改憲勢力3分の2うかがう                   | -     | -        | -        | -        | -        | -     | -     | -           | -           | -           | -     | -      | -      | -      | [ 80 ]        |
| 2016年 6月22–23日     | 読売                | 与党、改選過半数の勢い 民進は伸び悩み                           | -     | -        | -        | -        | -        | -     | -     | -           | -           | -           | -     | -      | -      | -      | [ 81 ]        |
| 2016年 6月4–21日      | ヤフー              | -                                                               | 57    | 11       | 68       | 10       | -        | 78    | 24    | 16          | -           | -           | 40    | 3      | 3      | 3      | [ 76 ]        |
| 2016年 6月17–19日     | ドワンゴ ・LINE     | 自民党単独過半数 改憲勢力3分の2うかがう                         | 57    | 14       | 71       | 8        | 0        | 79    | 25    | 10          | 1           | 1           | 37    | 0      | 0      | 5      | [ 82 ]        |
| （参考）改選数：      | （参考）改選数：    | （参考）改選数：                                                | 50    | 9        | 59       | 2        | 0        | 61    | 45    | 3           | 2           | 2           | 52    | 2      | 1      | 4      |               |
| 非改選数[注釈 00]：   | 非改選数[注釈 00]： | 非改選数[注釈 00]：                                             | 65    | 11       | 76       | 5        | 3        | 84    | 17    | 8           | 1           | 1           | 27    | 0      | 3      | 7      |               |
| 公示前勢力：          | 公示前勢力：        | 公示前勢力：                                                    | 115   | 20       | 135      | 7        | 3        | 145   | 62    | 11          | 3           | 3           | 79    | 2      | 4      | 11     |               |

## 選挙特別番組

### ネット配信
- ニコニコ生放送『niconico×LINE LIVE【参院選2016】開票特番 当確予測一斉発表』
- LINE LIVE『LIVE×niconico【参院選2016】開票特番』
  - 配信時間：19:45 - 翌0:32（司会：角谷浩一、アシスタント：松嶋初音）
- AbemaTV『みのもんたの選挙でよるバズ！』 配信時間：20:00 - 23:00（司会：みのもんた、進行：下平さやか<テレビ朝日アナウンサー>）
- ホウドウキョク『みんなの選挙×ホウドウキョク』配信時間：19:58 - 23:00（第一部）、23:00 - 翌2:00（第二部）（出演：速水健朗、津田大介、古市憲寿、三浦瑠麗、佐々木俊尚、松村未央）
- 北海道文化放送『#センキョ ホッカイドウ』[83]配信時間：19:58-23:00（出演：福本義久＜北海道文化放送アナウンサー＞・柴田美和、高橋純二、せいあ＜フルーティー＞、おまる＜フルーティー＞）

## 選挙結果
- 選挙区別での投票率は、高投票率1位は長野で62.86%。反対に低投票率1位は今回から徳島と合区となった高知だった[84]。
- 期日前投票者数は前回3年前の参院選に比べて23.47％増の15,986,898人、選挙人名簿登録者数に占める合計の割合15.00%。これまで最多だった2009年衆院選の1398万人を上回り、国政選挙で過去最多となった[85]。
- 開票結果最終確定は投票締めきりの7月10日20時から約18時間後の7月11日14時頃。
- 選挙区合計投票者数58,094,005人（男28,296,824人、女29,797,181人）、国内合計58,070,644人（男28,284,858人、女29,785,786人）、在外合計23,361人（男11,966人、女11,395人）。合計投票率54.70%（男55.13%、女54.30%）、国内合計54.73%（男55.16%、女54.33%）、在外合計22.21%（男24.73%、女20.06%）。投票総数58,092,778（有効投票数56,555,393、有効投票率97.35%。無効投票数1,537,385、無効投票率2.65％）。
- 比例代表合計投票者数58,085,578人（男28,292,337人、女29,793,341人）、国内合計58,061,964人（男28,280,256人、女29,781,808人）、在外合計23,614人（男12,081人、女11,533人）。合計投票率54.69%（男55.12%、女54.29%）、国内合計54.73%（男55.15%、女54.32%）、在外合計22.45%（男24.96%、女20.30%）。投票総数58,083,019（有効投票数56,007,830、有効投票率96.43%。無効投票数2,075,189、無効投票率3.57％）。
- 今回の参院選における投票率は、54.70%で、前回3年前の参院選に比べて2.09ポイント上回った（総務省まとめ）[86]。

18歳の有権者数は1,194,344人、投票者数は612,433人、投票率は51.28%（7月11日公表抽出調査51.17%）。19歳の有権者数は1,201,028人、投票者数は508,088人、投票率は42.30%（7月11日公表抽出調査39.66%）、18歳19歳の投票率46.78%。
比例代表における得票率
獲得議席率
| 党派 | 党派                           | 比例代表       | 比例代表 | 比例代表 | 選挙区         | 選挙区  | 選挙区 | 獲得議席 | 非改選 | 議席数 |
| 党派 | 党派                           | 得票数         | 得票率   | 議席数   | 得票数         | 得票率  | 議席数 | 獲得議席 | 非改選 | 議席数 |
| ---- | ------------------------------ | -------------- | -------- | -------- | -------------- | ------- | ------ | -------- | ------ | ------ |
|      | 自由民主党                     | 20,114,788.264 | 35.91%   | 19       | 22,590,793.000 | 39.94%  | 37     | 56       | 65     | 121    |
|      | 民進党                         | 11,751,015.174 | 20.98%   | 11       | 14,215,956.000 | 25.14%  | 21     | 32       | 17     | 49     |
|      | 公明党                         | 7,572,960.308  | 13.52%   | 7        | 4,263,422.000  | 7.54%   | 7      | 14       | 11     | 25     |
|      | おおさか維新の会               | 5,153,584.348  | 9.20%    | 4        | 3,303,419.000  | 5.84%   | 3      | 7        | 5      | 12     |
|      | 日本共産党                     | 6,016,194.559  | 10.74%   | 5        | 4,103,514.000  | 7.26%   | 1      | 6        | 8      | 14     |
|      | 社会民主党                     | 1,536,238.752  | 2.74%    | 1        | 289,899.000    | 0.51%   | 0      | 1        | 1      | 2      |
|      | 生活の党と山本太郎となかまたち | 1,067,300.546  | 1.91%    | 1        | -              | -       | -      | 1        | 1      | 2      |
|      | 日本のこころを大切にする党     | 734,024.218    | 1.31%    | 0        | 535,516.577    | 0.95%   | 0      | 0        | 3      | 3      |
|      | 新党改革                       | 580,653.416    | 1.04%    | 0        | 60,431.000     | 0.11%   | 0      | 0        | 0      | 0      |
|      | 国民怒りの声                   | 466,706.136    | 0.83%    | 0        | 82,357.000     | 0.15%   | 0      | 0        | 0      | 0      |
|      | 幸福実現党                     | 366,815.451    | 0.65%    | 0        | 963,585.000    | 1.70%   | 0      | 0        | 0      | 0      |
|      | 支持政党なし                   | 647,071.670    | 1.16%    | 0        | 127,366.983    | 0.23%   | 0      | 0        | 0      | 0      |
|      | 減税日本                       | -              | -        | -        | 218,171.000    | 0.39%   | 0      | 0        | 0      | 0      |
|      | 世界経済共同体党               | -              | -        | -        | 6,114.000      | 0.01%   | 0      | 0        | 0      | 0      |
|      | 維新政党・新風                 | -              | -        | -        | 42,858.178     | 0.08%   | 0      | 0        | 0      | 0      |
|      | チャレンジド日本               | -              | -        | -        | 3,296.000      | 0.01%   | 0      | 0        | 0      | 0      |
|      | 地球平和党                     | -              | -        | -        | 3,854.000      | 0.01%   | 0      | 0        | 0      | 0      |
|      | 犬丸勝子と共和党               | -              | -        | -        | 5,388.000      | 0.01%   | 0      | 0        | 0      | 0      |
|      | 日本を元気にする会             | -              | -        | -        | -              | -       | -      | 0        | ２     | ２     |
|      | 沖縄社会大衆党                 | -              | -        | -        | -              | -       | -      | 0        | 1      | 1      |
|      | 無所属                         | -              | -        | -        | 5,739,452.157  | 10.15%  | 4      | 4        | 7      | 11     |
|      |                                | 56,007,352.842 | 100.00%  | 48       | 56,555,392.895 | 100.00% | 73     | 121      | 121    | 242    |

出典：“選挙関連資料　第24回参議院議員通常選挙結果調”.   総務省. 2016年9月13日閲覧。小数点以下の数字は按分票。

### 与党
- 自公連立政権の与党は、併せて70議席を獲得。安倍自民党総裁と山口公明党代表が目標としていた改選議席の過半数である61議席を大きく上回る大勝利。また今回の選挙の結果により、非改選議員を含めた参院全体では、自民・公明の連立与党、それに改憲に前向きな野党のおおさか維新の会・日本のこころを大切にする党、それに憲法改正に前向きな非改選の無所属議員を加えた「改憲勢力」が参議院における全議席の3分の2を超え[87]、衆参両院で自公をはじめとする改憲勢力が、日本国憲法改憲の発議が可能な圧倒的多数となる3分の2を確保した[88]。

自民党
- 選挙区で37（追加公認1含む）、比例で19、合わせて56議席を獲得した。1989年以来27年ぶりの参議院単独過半数には及ばなかったものの、非改選の65議席と合わせて、丁度半数となる121議席となった（ただし選挙後に無所属の平野達男（2019年改選）が入党したため、結果的に単独過半数を達成した[89])。その一方で、旧来より「保守王国」といわれ、自民党の強固な支持基盤だった東北地方では、6選挙区のうち秋田県選挙区を除く5選挙区でことごとく野党候補に敗れた。また福島県選挙区で岩城光英法相が、沖縄県選挙区では島尻安伊子沖縄北方相が、ともに野党統一候補に敗れたが、参院選で複数の現職閣僚が落選したのは今回が初めてとなった。

公明党
- 公認候補者を擁立した7つの選挙区（埼玉・東京・神奈川・愛知・大阪・兵庫・福岡）において、全勝。これは、公明党が参院選における選挙区で獲得した議席として、結党以来歴代最多である。また比例では7議席を獲得し、合わせて14議席を獲得した。

### 野党共闘4党（民進・共産・社民・生活）
野党統一候補（無所属含む）
- 1人区32選挙区のうち、民進・共産・社民・生活の野党4党統一候補（無所属含む）は11勝21敗となった。1人区に擁立した民進・共産・社民・生活の野党4党の選挙協力による無所属候補16人のうち、岩手・山形・新潟・沖縄の4選挙区で勝利。また、民進党公認の野党統一候補15人のうち、青森・宮城・福島・長野・山梨・三重・大分の7選挙区で勝利。唯一、共産党公認の野党統一候補が出馬した香川は、与党候補に敗戦。野党統一候補は、当選者数では与党候補を上回ることはできなかったものの、沖縄・福島で現職大臣を下すなど一定の結果も得た。一方で自民の勝利した一人区である栃木・群馬・富山・石川・福井・和歌山・岡山・山口・佐賀・熊本・宮崎・鹿児島では統一候補の獲得票数が今選挙の改選分であった2010年の参院選における民進党の前身民主党候補及び次点候補の獲得票数を大きく下回っており保守王国の基盤をより強固にした。選挙後、共闘4党のうち社民・生活の両党が参議院統一会派「希望の会（生活・社民）」を結成した。

民進党
- 選挙区で21、比例で11、合わせて32議席を獲得した。前回の参院選で民主党（当時）が獲得した17議席を上回ったが、改選数の45を大幅に下回る結果となった。与党時代の前々回の獲得議席が改選となっていたため「現状維持」のハードルがもともと高く、結果的に主要政党では民進党の一人負けとなった。また前回と同様に近畿においては維新の台頭を許す結果となり京都を除いて複数区の大阪・兵庫でも敗北した。この結果について岡田克也代表は、9月までの任期満了までは代表を務めるとしながらも、9月15日に開かれた民進党代表選挙への出馬については「白紙である」と述べ、7月30日、岡田代表は同代表選挙への不出馬を正式に表明した。

日本共産党
- 東京選挙区で1議席を獲得し、比例の5議席と合わせて6議席を獲得。改選数の3から倍増させる結果となった。また、比例では601万票、10.7%（前回参院選の3年前は515万票、9.7%）と僅かながら票数の上乗せにも成功。参院選としては、1998年の第18回通常選挙以来、18年ぶりの比例得票10%越えを達成した。この結果について、志位和夫委員長は「野党共闘に一定の成果が出た。」と述べ、次期衆院選でも4党の共闘に期待を寄せた。

社会民主党
- 選挙区（東京・神奈川・愛知・福岡）は全敗、比例では1議席を獲得した。この結果、福島瑞穂副党首が当選し、吉田忠智党首は落選。吉田党首は7月14日、党常任幹事会で議席を減らした責任を取って辞任表明をしたが、9月1日に行われた常任幹事会で吉田党首の続投が決まった。なお、社民党は衆参合わせて所属議員が4名となったが、今回の比例得票が2%を超えたことにより政党要件は2022年まで維持されることとなった。

生活の党と山本太郎となかまたち
- 比例で1議席を獲得し、得票率は1.91%。但し、野党4党統一として党籍を持つ候補者が無所属で出馬し、岩手・新潟で当選した。このうち岩手選挙区の候補が生活の党に復帰した結果、衆議院議員を含めた国会議員が5人以上という政党要件は満たしている。

### その他の野党（改憲勢力など）
おおさか維新の会
- 大阪選挙区で2議席、兵庫選挙区で1議席を獲得。比例の4議席と合わせて7議席を獲得。これにより、非改選とあわせ12議席となり、参議院で予算を伴わない法案の単独提出が可能になった。しかし、今回の参院選において地元の大阪・兵庫といった近畿の選挙区で勝利した一方で、近畿以外の選挙区では敗戦したことなどを理由に選挙後、松井一郎代表は党名から「おおさか」を外し、8月に『日本維新の会』に改名することとなった。

日本のこころを大切にする党
- 9つの選挙区（北海道・埼玉・東京・千葉・神奈川・愛知・大阪・兵庫・広島・福岡）に公認候補を擁立するも全敗。比例区に出馬した5人も全員落選。議席獲得には至らなかった。選挙後、中山恭子代表が惨敗の責任をとる形で中野正志幹事長に辞任届を提出。しかし、議員総会で辞表を受理しないことが決定、党内からの慰留を受けた形となった中山代表は辞表を撤回、代表として続投することとなった。また8月末には、選挙の敗因に党名が長かったことを挙げ、党名を『日本のこころ』にすることを検討。翌年2月に党名を変更した。

新党改革
- 東京選挙区に候補者を擁立するも落選。比例区も推薦の山田太郎が他の野党候補らの個人得票数1位を上回る約29万票を獲得したものの、結果は荒井広幸代表含む9人全員が落選。荒井代表は翌日、党代表と政治家としての力量不足を理由に政界引退ならびに、新党改革の解党を表明。同日付を以て、新党改革は解党した。

### 諸派

#### 候補者を公認で擁立した党
幸福実現党
- 45の選挙区全てで公認候補者を擁立したが全敗に終わり、比例代表区2名も全員落選。議席獲得には至らなかった。ただし、新潟県選挙区、三重県選挙区、青森県選挙区、大分県選挙区のように幸福実現党の公認候補者が当選者と次点候補者の票差以上の票を獲得したことで、与野党の候補者の当落を左右しかねないような影響力を見せた選挙区も存在した[90]。

政治団体『支持政党なし』
- 5つの選挙区に8人の候補者を擁立するも全敗。比例区に出馬した2名も全員落選に終わる。

国民怒りの声
- 東京選挙区に候補者を1人擁立するも落選。比例区も全敗に終わる。

世界経済共同体党
- 東京選挙区に候補者を1人擁立したが、落選。

維新政党・新風
- 東京選挙区に候補者を1人擁立したが、落選。

チャレンジド日本
- 東京選挙区に候補者を1人擁立したが、落選。

地球平和党
- 東京選挙区に候補者を1人擁立したが、落選。

犬丸勝子と共和党
- 東京選挙区に候補者を1人擁立したが、落選。

減税日本
- 愛知選挙区におおさか維新の会との共同公認で1人の候補者を擁立するも9人中6位で落選。

#### 候補者を公認で擁立しなかった党
新党大地
- 北海道選挙区において自民党公認候補者の1人を公明党ともに推薦。民進党公認候補と最後の1議席を争ったが、約8500票差で敗れ落選。

## 議員

### 選挙区当選者
自由民主党   民進党   公明党   おおさか維新の会   日本共産党   無所属 
| 改選定数3以上 | 改選定数3以上 | 改選定数3以上 | 改選定数3以上 | 改選定数3以上 | 改選定数3以上 | 改選定数3以上 |
| ------------- | ------------- | ------------- | ------------- | ------------- | ------------- | ------------- |
| 東京都        | 蓮舫          | 中川雅治      | 竹谷とし子    | 山添拓        | 朝日健太郎    | 小川敏夫      |
| 神奈川県      | 三原じゅん子  | 三浦信祐      | 真山勇一      | 中西健治      |               |               |
| 愛知県        | 藤川政人      | 斎藤嘉隆      | 里見隆治      | 伊藤孝恵      |               |               |
| 大阪府        | 松川るい      | 浅田均        | 石川博崇      | 高木佳保里    |               |               |
| 北海道        | 長谷川岳      | 徳永エリ      | 鉢呂吉雄      |               |               |               |
| 千葉県        | 猪口邦子      | 元榮太一郎    | 小西洋之      |               |               |               |
| 埼玉県        | 関口昌一      | 大野元裕      | 西田実仁      |               |               |               |
| 兵庫県        | 末松信介      | 伊藤孝江      | 片山大介      |               |               |               |
| 福岡県        | 古賀之士      | 大家敏志      | 高瀬弘美      |               |               |               |

| 茨城県 | 岡田広   | 郡司彰   | 静岡県 | 岩井茂樹 | 平山佐知子 |
| 京都府 | 二之湯智 | 福山哲郎 | 広島県 | 宮澤洋一 | 柳田稔     |

| 改選定数1 | 改選定数1  | 改選定数1 | 改選定数1  | 改選定数1 | 改選定数1  | 改選定数1 | 改選定数1 | 改選定数1  | 改選定数1 | 改選定数1 |
| --------- | ---------- | --------- | ---------- | --------- | ---------- | --------- | --------- | ---------- | --------- | --------- |
| 青森県    | 田名部匡代 | 岩手県    | 木戸口英司 | 宮城県    | 桜井充     | 秋田県    | 石井浩郎  | 山形県     | 舟山康江  |           |
| 福島県    | 増子輝彦   | 栃木県    | 上野通子   | 群馬県    | 中曽根弘文 | 山梨県    | 宮沢由佳  | 新潟県     | 森裕子    |           |
| 富山県    | 野上浩太郎 | 石川県    | 岡田直樹   | 福井県    | 山崎正昭   | 長野県    | 杉尾秀哉  | 岐阜県     | 渡辺猛之  |           |
| 三重県    | 芝博一     | 滋賀県    | 小鑓隆史   | 奈良県    | 佐藤啓     | 和歌山県  | 鶴保庸介  | 鳥取・島根 | 青木一彦  |           |
| 岡山県    | 小野田紀美 | 山口県    | 江島潔     | 香川県    | 磯﨑仁彦   | 愛媛県    | 山本順三  | 徳島・高知 | 中西祐介  |           |
| 佐賀県    | 福岡資麿   | 長崎県    | 金子原二郎 | 熊本県    | 松村祥史   | 大分県    | 足立信也  | 宮崎県     | 松下新平  |           |
| 鹿児島県  | 野村哲郎   | 沖縄県    | 伊波洋一   |           |            |           |           |            |           |           |

#### 補欠選挙
本選挙で当選した議員に係る補欠選挙は、2021年（令和3年）9月15日までに選挙を行う事由が生じた場合が最終期限であり、2021年10月の補欠選挙が最後となった。このため、2021年10月に欠員が生じた神奈川県選挙区では補充が行われず、第26回参議院議員通常選挙まで1人欠員である。
| 年   | 月日  | 選挙区   | 選出         | 新旧別       | 当選者       | 当選政党     | 欠員     | 欠員政党   | 欠員事由      |
| ---- | ----- | -------- | ------------ | ------------ | ------------ | ------------ | -------- | ---------- | ------------- |
| 2019 | 10.27 | 埼玉県   | 補欠選挙     | 新           | 上田清司     | 無所属       | 大野元裕 | 無所属     | 2019.8.5辞職  |
| 2021 | 10.24 | 静岡県   | 補欠選挙     | 新           | 山﨑真之輔   | 無所属       | 岩井茂樹 | 自由民主党 | 2021.5.14辞職 |
| 2022 | 10.24 | 神奈川県 | （実施せず） | （実施せず） | （実施せず） | （実施せず） | 中西健治 | 無所属     | 2021.10.8辞職 |

### 比例区当選者
自由民主党   民進党   公明党   おおさか維新の会   日本共産党   社会民主党   生活の党と山本太郎となかまたち   無所属 
| 1-8   | 徳茂雅之 | 小林正夫   | 青山繁晴 | 長沢広明 | 片山さつき | 市田忠義   | 濱口誠     | 片山虎之助 |
| 9-16  | 中西哲   | 今井絵理子 | 矢田稚子 | 秋野公造 | 足立敏之   | 田村智子   | 有田芳生   | 山谷えり子 |
| 17-24 | 渡辺喜美 | 横山信一   | 藤木眞也 | 川合孝典 | 自見英子   | 進藤金日子 | 大門実紀史 | 難波奨二   |
| 25-32 | 熊野正士 | 髙階恵美子 | 石井苗子 | 江崎孝   | 山田宏     | 藤井基之   | 福島瑞穂   | 谷合正明   |
| 33-40 | 岩渕友   | 那谷屋正義 | 阿達雅志 | 宇都隆史 | 石橋通宏   | 石井章     | 浜田昌良   | 小川克巳   |
| 41-48 | 武田良介 | 宮島喜文   | 藤末健三 | 水落敏栄 | 宮崎勝     | 白眞勲     | 青木愛     | 園田修光   |

#### 繰上当選
| 年   | 月日  | 新旧別 | 当選者   | 名簿政党   | 欠員       | 欠員事由       |
| ---- | ----- | ------ | -------- | ---------- | ---------- | -------------- |
| 2017 | 10.13 | 元     | 竹内真二 | 公明党     | 長沢広明   | 2017.9.26辞職  |
| 2021 | 10.29 | 新     | 竹内功   | 自由民主党 | 高階恵美子 | 2021.10.19退職 |
| 2022 | 6.27  | 元     | 田城郁   | 民進党     | 藤末健三   | 2022.6.15辞職  |

### 初当選
計44名
- 衆議院議員経験者には「※」の表示。

自由民主党
18名
- 元榮太一郎（千葉県）
- 朝日健太郎（東京都）
- 小鑓隆史　（滋賀県）
- 松川るい　（大阪府）
- 佐藤啓　　（奈良県）

- 小野田紀美（岡山県）
- 徳茂雅之　（比例区）
- 青山繁晴　（比例区）
- 中西哲　　（比例区）
- 今井絵理子（比例区）

- 足立敏之　（比例区）
- 藤木眞也　（比例区）
- 自見英子　（比例区）
- 進藤金日子（比例区）
- 山田宏　　（比例区）※

- 小川克巳　（比例区）
- 宮島喜文　（比例区）
- 園田修光　（比例区）※

民進党 
9名
- 鉢呂吉雄　（北海道）※
- 田名部匡代（青森県）※
- 宮沢由佳　（山梨県）
- 杉尾秀哉　（長野県）
- 平山佐知子（静岡県）

- 伊藤孝恵　（愛知県）
- 古賀之士　（福岡県）
- 濱口誠　　（比例区）
- 矢田稚子　（比例区）

公明党 
6名
- 三浦信祐　（神奈川県）
- 里見隆治　（愛知県）
- 伊藤孝江　（兵庫県）
- 高瀬弘美　（福岡県）
- 熊野正士　（比例区）

- 宮崎勝　　（比例区）

日本共産党
3名
- 山添拓　　（東京都）
- 岩渕友　　（比例区）
- 武田良介　（比例区）

おおさか維新の会
6名
- 浅田均　　（大阪府）
- 高木佳保里（大阪府）
- 片山大介　（兵庫県）
- 渡辺喜美　（比例区）※
- 石井苗子　（比例区）

- 石井章　　（比例区）※

無所属 
2名
- 木戸口英司（岩手県）
- 伊波洋一　（沖縄県）

### 返り咲き・復帰
計5名
民進党
2名
- 真山勇一　（神奈川県）[注 5]
- 川合孝典　（比例区）

生活の党と山本太郎となかまたち
1名
- 青木愛　　（比例区）

無所属 
2名
- 舟山康江　（山形県）
- 森裕子　　（新潟県）

### 落選
計24名
自由民主党
7名
- 山崎力　　（青森県）
- 熊谷大　　（宮城県）
- 岩城光英　（福島県）
- 中原八一　（新潟県）
- 若林健太　（長野県）

- 島尻安伊子（沖縄県）
- 堀内恒夫　（比例区）

民進党
13名
- 水野賢一　（千葉県）
- 金子洋一　（神奈川県）
- 田中直紀　（比例区）[注 6]
- 小見山幸治（岐阜県）
- 林久美子　（滋賀県）

- 前川清成　（奈良県）
- 尾立源幸　（大阪府）
- 水岡俊一　（兵庫県）
- 田城郁　　（比例区）
- 前田武志　（比例区）

- 西村正美　（比例区）
- 小野次郎　（比例区）[注 7]
- 柴田巧　（比例区）[注 7]

社会民主党
1名
- 吉田忠智　（比例区）

新党改革 
2名
- 荒井広幸　（比例区）
- 山田太郎　（比例区）[注 8]

無所属
1名
- 浜田和幸　（東京都）[注 9]

### 引退・不出馬
計25名
自由民主党
6名
- 岸宏一　　（山形県）[91]
- 小泉昭男　（神奈川県）
- 北川イッセイ（大阪府）
- 赤石清美　（比例区）[92]
- 小坂憲次　（比例区）[93]

- 脇雅史（比例区）[91]

公明党
1名
- 荒木清寛　（比例区）[91]

民進党
11名
- 北澤俊美　（長野県）[91]
- 輿石東　　（山梨県）[94]
- 藤本祐司　（静岡県）
- 江田五月　（岡山県）[91]
- 広田一　　（高知県）

- 大久保勉　（福岡県）
- 安井美沙子（愛知県）
- 津田弥太郎（比例区）
- 柳澤光美　（比例区）
- 直嶋正行　（比例区）[91]

- 加藤敏幸　（比例区）

おおさか維新の会
1名
- 江口克彦　（比例区）[91]

生活の党と山本太郎となかまたち
2名
- 主濱了　　（岩手県）[95]
- 谷亮子　　（比例区）[96]

日本を元気にする会
1名
- 松田公太　（東京都）[97]

無所属 
2名
- 田中茂　　（比例区）
- 寺田典城　（比例区）